# 파트리크 헬메스
패트릭 헬메스(Patrick Helmes, 1984년 3월 1일 쾰른 ~)는 독일의 전 축구 선수로, 포지션은 스트라이커이다. 2007년까지 1. FC 쾰른의 주장을 맡은 적이 있다.

## 클럽 경력

### 초기 경력
프로경력 이전, 헬메스는 노르트라인베스트팔렌주의 프로이덴베르크와 지겐의 지역팀 선수로 뛰었다. 1997년, 그는 1. FC 쾰른에 13세의 나이로 합류하였다. 하지만 기복을 보이던 그는 2000년에 방출되었다. 그는 다시 스포트프로인테 지겐으로 복귀하였다. 2004-05 시즌, 그는 3부리그에서 21골을 득점하였고, 리그 득점왕이 됨과 동시에, 2 분데스리가 승격을 도왔다.

### 1. FC 쾰른
그는 친정팀 1. FC 쾰른으로 복귀하였고, 2005년 분데스리가 데뷔 이후, 라이벌 바이어 04 레버쿠젠과의 2번째 경기에서 첫골을 기록하였다. 2부리그 승격 이후, 헬메스는 그의 소속팀 주축 선수가 되어, 첫 5경기동안 7골을 득점하여 상위권에 올려놓았다. 하지만, 7번째 골 이후 발부상을 당하였다. 부상으로 인하여 스쿼드에서 4달 동안 결장하였고, 그가 부재하는 동안 쾰른은 형편없는 경기력을 보임과 동시에 1 분데스리가 승격으로부터 멀어졌다.
헬메스는 타팀 이적에 대한 의지를 감추지 않았다. 그가 비록 2007-08 시즌 이후로 바이어 04 레버쿠젠으로 이적하게 되었지만, 쾰른의 크리스토프 다움 감독은 여전히 그를 2007년 여름에 주장으로 명명하였다. 그러나 시즌 후반기에는 좋은 모습을 보이며, 키커지에서 그를 올리버 뇌빌, 치네두 오바시, 뎀바 바를 뛰어넘는 2부리그 최고의 공격수로 선정하였다.

### 바이어 04 레버쿠젠
레버쿠젠으로 이적한 헬메스는 6월 부상으로 3주간 결장함에도 불구하고, 08-09 시즌에 좋은 모습으로 시작하였다. 스테판 키슬링과 투톱을 이룬 그는, 처음 5경기동안 6골을 득점하였고, 이중 하노버 96과의 경기에서는 해트트릭을 기록하였다. 2012년까지 계약하였던 그는 2013년까지 연장계약을 하였다. 레버쿠젠에서의 첫 시즌 후, 헬메스는 34번의 리그 경기에서 21골을 득점하였고, DFB-포칼 6경기 출장 3골 득점을 기록하였고 팀은 결승전에서 SV 베르더 브레멘에 패하였다. 결승전 2주 후, 헬메스는 오른쪽 무릎인대가 파열되었고, 수술을 받았다. 2010년 12월 19일, 그는 SC 프라이부르크전에서의 경기 2번째 골을 기록하였고, 소속팀은 무승부를 거두었다.

### VfL 볼프스부르크
2011년 1월 31일, 헬메스는 08-09 시즌 우승팀인 VfL 볼프스부르크로 €8M의 가격에 이적하였다. 그는 맨체스터 시티 FC로 이적한 에딘 제코를 대체하였다.

## 국가대표 경력
헬메스는 요아힘 뢰프에 의해 처음으로 국가대표팀에 소집되었다. 2007년 3월 28일에 덴마크전에 얀 슈라우드라프와 80분에 교체되어 투입되었다. 그는 그 후 2번의 짧은 출장을 하였고, 2007년 9월 12일에는 쾰른의 라인에네르기슈타디온에서 루마니아전 선발출장을 하였는데, 이 경기에는 동료였던 루카스 포돌스키와 같이 뛰었다. 그는 UEFA 유로 2008을 앞두고 26명 명단에 들었었지만 올리버 뇌빌이 최종 선정됨에 따라 탈락하였다.
유로 2008 이후, 그는 교체 선수로 몇경기 더 출장하였다. 2008년 11월 19일, 첫 국가대표팀 골을 잉글랜드전에서 득점하였지만 1-2로 패하였다. 그는 2번째 골을 덴마크전에서 교체 출장하여 득점하였다.

## 사생활
헬메스의 아버지는 우버 헬메스로 전 축구선수였고 지겐 감독을 맡았었다. 2008년, 그는 바이어 04 레버쿠젠의 영입 단장이 되었다..
헬메스의 별명은 모펠 (Moppel) 인데, 독일어로 퍼그의 지소사로, 주로 포동포동한 아이를 묘사한다.